# Jacquemontia holosericea
Jacquemontia holosericea är en vindeväxtart som först beskrevs av Johann Anton Weinmann, och fick sitt nu gällande namn av O'donell. Jacquemontia holosericea ingår i släktet Jacquemontia och familjen vindeväxter. Inga underarter finns listade i Catalogue of Life.